# 町田久倍
町田久倍（1553年—1600年10月5日／1610年10月14日），日本戰國時代至安土桃山時代的武將。薩摩國島津氏家老。町田氏第18代當主。

## 生平
在天文22年（1553年）出生。永祿11年（1568年），在進攻大口城的相良氏、菱刈氏聯軍時，殺死菱刈家臣有屋田源四郎而立下武功。天正3年（1575年），在琉球王國的使節來訪時，被選為表演犬追物的役使。在這段時期，被任命為伊集院（現今鹿兒島縣日置市伊集院町）的地頭。參加天正6年（1578年）的耳川之戰、天正9年（1581年）進攻相良氏的水俣城等戰事。天正13年（1585年），在島津義弘的三男忠恒元服時，被島津義久任命為其理髮役。
此後，跟隨義弘在八代布陣，為島津氏稱霸九州作出貢獻。天正15年（1587年），在豐臣秀吉發動九州征伐，島津氏戰敗，義久在泰平寺（現今鹿兒島縣薩摩川內市）與秀吉達成和睦，並改名為龍伯。之後在義久上洛並在聚樂城表示臣從之意時，帶同嫡子忠綱和二男久幸跟隨。
仕於忠良、貴久、義久、義弘4代，在義久、義弘兩代擔任家老職。在慶長5年8月28日（1600年10月5日）（一說是慶長15年8月28日（1610年10月14日）（『本藩人物誌』））因為大病而在播磨國明石浦死去。因為嫡男忠綱在文祿慶長之役中，於朝鮮國唐島（巨濟島）死去，於是由成為肥後氏養子的久幸以忠綱養子的身份成為繼承人。

## 子孫
以私財收集美術品並提議設立東京帝室博物館（東京國立博物館）的初代館長町田久成是久倍的直系子孫。

## 外部連結
- 武家家伝＿町田氏 （页面存档备份，存于）